# 迪恩鎮區 (北達科他州拉穆爾縣)
迪恩鎮區（英語：Dean Township）是位於美國北達科他州拉穆爾縣的一個鎮區。

## 地方資料
迪恩鎮區的面積為90.08平方千米，當中陸地面積為88.96平方千米，而水域面積為1.12平方千米。根據2020年美國人口普查的數據，當地共有人口251人，而人口密度為每平方千米2.79人。